# Nicolaas Flamel
Nicolaas Flamel (Engels: Nicolas Flamel) is een personage uit de Harry Potter-boekenreeks, dat met name een belangrijke rol speelt in het eerste boek van de serie. Het personage is gebaseerd op de historische alchemist Nicolas Flamel uit de 14e eeuw. In de film Fantastic Beasts: The Crimes of Grindelwald komt het personage fysiek voor, gespeeld door Brontis Jodorowsky.

## Plot
Tijdens zijn eerste jaar als tovenaarsleerling op Zweinstein komt Harry Potter erachter dat de Steen der Wijzen verborgen ligt op zijn school. Met de Steen der Wijzen kan men metalen in goud doen veranderen en het eeuwig leven verwerven. Eigenaar Flamel en zijn vrouw Perenelle zijn dan ook honderden jaren oud. Voldemort, de antagonist van het verhaal, is op dat moment een lichaamloze ziel en wil de steen bemachtigen om weer een gedaante aan te kunnen nemen. Hij doet dit door als een parasiet het hoofd van Verweer tegen de Zwarte Kunsten-leraar Krinkel te betreden en vanuit daar hem de steen trachten te laten stelen.
Aan het eind van het verhaal weet Harry Potter met de hulp van zijn vrienden Ron Wemel en Hermelien Griffel de steen te bemachtigen en Krinkel te verslaan. Flamel en zijn vrouw besluiten vervolgens de steen te vernietigen, zodat deze niet meer gestolen kan worden. Ze sterven in de loop van 1992, kort nadat de Steen der Wijzen is vernietigd.